# Juan Gabriel Vásquez

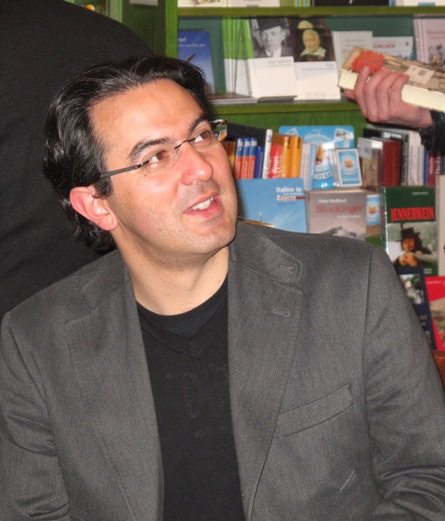
Juan Gabriel Vásquez, 2011

Juan Gabriel Vásquez (ur. 1973 w Bogocie) – kolumbijski pisarz.
W latach 1996–1998 mieszkał w Paryżu, gdzie studiował literaturę iberoamerykańską na Sorbonie. Wcześniej uczęszczał na Universidad del Rosario w rodzinnym mieście. Rok spędził w belgijskich Ardenach, od 1999 jest mieszkańcem Barcelony. Jest prozaikiem, eseistą, a także tłumaczem. Przełożył książki takich autorów jak Victor Hugo, John Dos Passos i E.M. Forster.
Jako pisarz debiutował w 1997. Jest autorem zbioru opowiadań Los amantes de Todos los Santos (2001) oraz powieści Los informantes (2004) i Historia secreta de Costaguana (2007). Druga z nich została wydana również w Polsce, pod tytułem Sekretna historia Costaguany. Utwór nawiązuje do twórczości Josepha Conrada, a zwłaszcza jego powieści z 1904 roku, zatytułowanej Nostromo (jej akcja rozgrywa się w fikcyjnym państwie Costaguana). Narratorem książki Vásqueza jest José Altamirano, osiadły w ówczesnej kolumbijskiej prowincji Panamie, a jego losy, jak i burzliwa historia Kolumbii XIX wieku, rzekomo miałyby stanowić inspirację powieści Conrada. 
Vásquez jest także autorem biografii Conrada.